# Dieudonné Bantsimba
Dieudonné Bantsimba (* 14. Juli 1957, Madingou, Bouenza) ist ein Politiker der Republik Kongo. Er ist der Maire (Bürgermeister) von Brazzaville, der Hauptstadt der Republik Kongo, seit dem 22. Mai 2020.

## Leben

### Jugend und Ausbildung
Dieudonné Bantsimba wurde am 14. Juli 1957 in Madingou, im Departement Bouenza geboren. Er wuchs im Distrikt Poto-Poto (Brazzaville) auf und stammt aus einer einflussreichen Familie. Er ist der jüngere Halbbruder des Verteidigungsministers, General Charles Richard Mondjo.
Er verfügt über einen Postgraduiertenabschluss des Institut d’urbanisme de Paris (Pariser Institut für Stadtplanung) in Frankreich und ein Diplôme d’études approfondies (Postgraduiertendiplom, DEA) in Stadtgeographie.

### Karriere
Anfang der 1990er Jahre trat Dieudonné Bantsimba der Stadtverwaltung von Brazzaville bei. Zwischen 1990 und 1992 war er Direktor für städtisches Landmanagement im Rathaus von Brazzaville, bevor er von 1992 bis 1994 Berater für Stadtplanung im Büro des Bürgermeisters von Brazzaville wurde. 1993 diente er zudem als Attaché für städtische Angelegenheiten im Büro des Staatsoberhaupts. Von 1994 bis 2003 leitete er die Landverwaltung und Stadtplanung im Rathaus von Brazzaville. Von 2004 bis 2012 diente er als Sonderberater im Büro von Präsidenten Denis Sassou-Nguesso. In dieser Funktion wurde er aufgrund seiner anerkannten Expertise in Stadtplanung insbesondere mit der Leitung des nationalen Katasterprojekts beauftragt.
Im Jahr 2012 wurde er stellvertretender Direktor bei Jean-Jacques Bouya im Ministerkabinett, verantwortlich für die Landentwicklung und die allgemeine Delegation.

### Abgeordneter
Als Mitglied des Zentralkomitees der Parti Congolais du Travail (Kongolesischen Arbeiterpartei, PCT) wurde er im Juli 2022 zum Abgeordneten des zweiten Wahlkreises Mfilou-Ngamaba gewählt.

### Bürgermeister von Brazzaville
Nach der Abberufung des früheren Bürgermeisters von Brazzaville, Christian Roger Okemba, im April 2020 wegen Veruntreuung, wurden Neuwahlen organisiert, um einen Nachfolger zu finden und sein bis 2022 verlängertes Mandat zu beenden. Als einziger Kandidat im Rennen nach dem Rückzug der anderen PCT-Kandidaten wurde Dieudonné Bantsimba am 22. Mai 2020 im Alter von 63 Jahren mit 98 von 101 Stimmen zum Bürgermeister von Brazzaville gewählt. Er folgte damit auf den stellvertretenden Vizepräsident im Amt, Guy Marius Okana, der Übergangsweise die Geschäfte geführt hatte.
Er wurde vom Minister für Dezentralisierung, Charles Nganfouomo, in sein Amt eingeführt und stellte sein Mandat unter das Zeichen der Sanierung der Sanitärtechnik der Stadt und der Verbesserung der Arbeitsbedingungen der städtischen Angestellten. Er wird mit zahlreichen Schwierigkeiten gleichzeitig konfrontiert, darunter marode Sanitäreinrichtungen, Lärmbelästigungen, Bodenerosionen und mangelnde Sicherheit.
Im September 2022 wurde Bantsimba auf 5 Jahre vom Gemeinderat zum Bürgermeister von Brazzaville gewählt.

## Persönliches
Bantsimba ist verheiratet und Vater von vier Kindern.